# Vultulfo
Vultulfo ou Vuldulfo (em latim: Vultulfus/Vuldulfus; de vult - grandeza/fama - e ulf - lobo) foi um príncipe grutungo do século IV, membro da dinastia dos Amalos. De acordo com a obra Gética de Jordanes, Vultulfo pertencia à décima geração de líderes góticos, sendo ele filho de Aquiulfo, irmão de Hermenerico, Ediulfo e Ansila, e pai de Valaravano.
Segundo Hyun Jin Kim, Vultulfo poderia ser identificado com o cã huno Uldino, que ca. 405 derrotou os vândalos com auxílio de seu filho. Tal alegação baseia-se na passagem 48.252 da Gética, na qual Vinitário e seu pai Valaravano são excluídos da linhagem dos Amalos e Vandalário é identificado como filho de um dos irmãos de Hermenerico. Segundo os relatos antigos, Vandalário por esse época derrota os vândalos, reforçando a identificação.